# العلاقات المدنية العسكرية

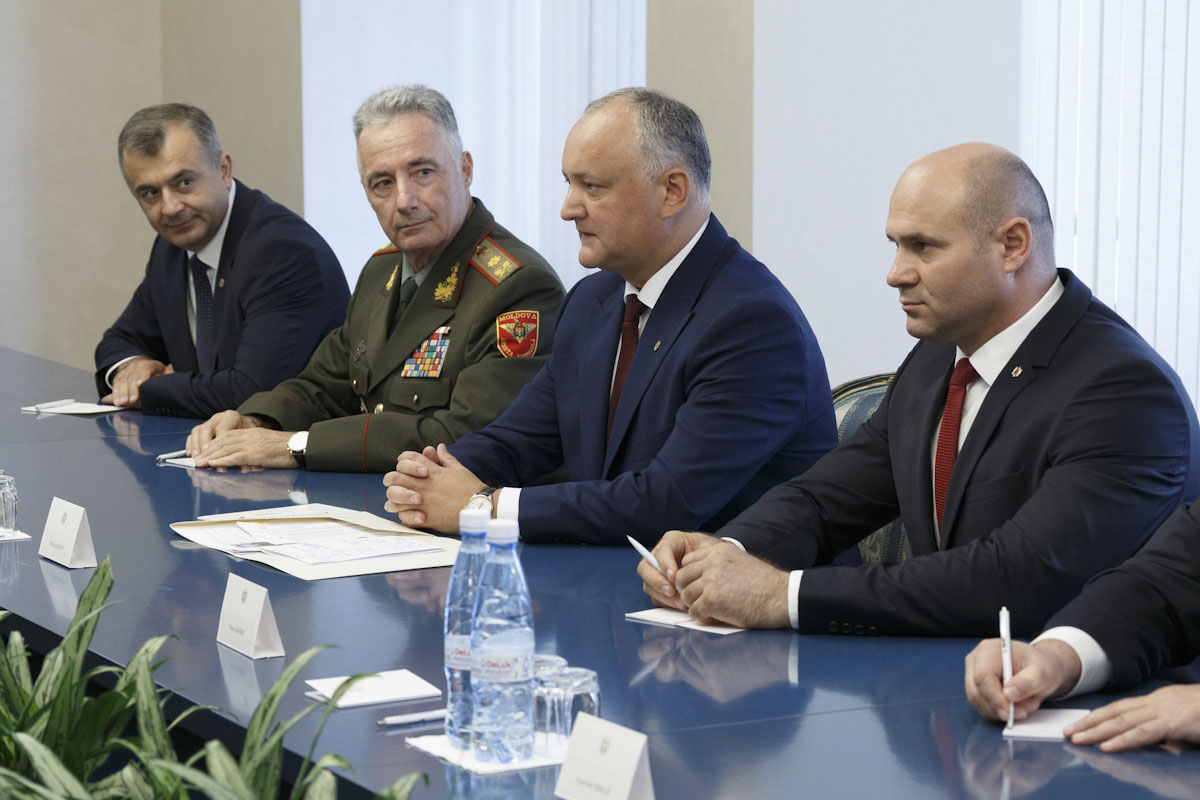
جلسة علنية في أغسطس 2019 للرئيس المولدوفي إيغور دودون (الظاهر في الوسط يمينًا)، مع وزير الدفاع الأسبق فيكتور جايسوك (الظاهر في الوسط يسارًا)، ووزير الدفاع الحالي بافل فويكو (الظاهر أقصى اليمين).

يشير مصطلح العلاقات المدنية العسكرية إلى طبيعة العلاقة بين المؤسسة العسكرية والمجتمع المدني، والعلاقة بين المؤسسة العسكرية والدواوين والمؤسسات الحكومية الأخرى، وكذلك العلاقة بين القادة بالمؤسسة العسكرية. تتضمن العلاقات المدنية العسكرية تنوعًا في المجال، الذي كثيرًا ما يكون معياريًا، إذ يمتد عملها داخل وعبر تخصصاتٍ كالإدارة، والعلوم الاجتماعية، والمقاييس السياسية. وعلى نطاقٍ أضيق، يشير المصطلح إلى العلاقة بين السلطة المدنية لمجتمع ما مع السلطة العسكرية لذاك المجتمع. «إن هدف أي دولةٍ يكمن في تسخير القوة المهنية العسكرية لخدمة المصالح الحيوية للأمن القومي، مع حماية رفاهية شعبها من أن تُهدد من جراء الاستخدام الخاطئ لتلك القوة».
غالبًا ما ترتكز الدراسات في مجال العلاقات المدنية العسكرية على افتراض معياريٍ مفاده أنه من الأفضل أن تكون المسؤولية النهائية في صنع القرار الاستراتيجي للدولة في أيدي القيادة السياسية المدنية للبلاد، بما يعطي القيادة المدنية زمام أمور نظيرتها العسكرية، بدلًا من إدارة القيادة العسكرية للبلاد، الذي قد يؤول إلى ديكتاتورية عسكرية.
تهنالك مفارقة تشوب النظرية التقليدية للعلاقات المدنية العسكرية؛ وهي أن المؤسسة العسكرية المصممة لحماية النظام السياسي، يجب أن تكون قويةً كفايةً لتهديد الكيان الذي تخدمه، إذ يشكل انقلابٌ عسكريٌ للاستحواذ على السلطة أسوأ مثالٍ للسيناريو الذي قد ينتجه هكذا وضع. في نهاية المطاف، يجب على العسكر قبول حقيقة أن السلطة المدنية «لها الحق في أن لا تكون على حق». بعبارةٍ أخرى، فإن مسؤوليتهم بصفتهم عسكريين تشمل تطبيق توجيهات سياسية قد لا يتفقون معها في الرأي. إن السيادة المدنية على الجيش مسألة شائكة، ويمكن أن يكون الصواب أو الخطأ في سياسةٍ ما أو قرارٍ ما غامضًا. قد يكون لصناع القرار المدنيين الحصانة ضد التقويم والمعلومات التصحيحية. في الممارسة العملية، فإنه من الواجب إنجاح العلاقة بين السلطات المدنية والقادة العسكريين.
ورغم ما سبق، فإن المشكلة الرئيسة التي يعالجها المجال تعد تجريبية، بمعنى أنه لا توجد أطر محددة لمعالجتها، وكذلك في إعطاء شرح لآلية تمكين قبضة القيادات المدنية على الجيش، سواء من ناحية تأسيس التمكين أو إدامته. وبمعنى أوسع، فإنها تدرس المواقف التي يتقاطع أو يتفاعل بها المجتمعان المدني والعسكري، وهو محور دراسة يتضمن موضوعات، مثل: (دمج المحاربين القدامى في المجتمع، والأساليب المستخدمة لتجنيد عناصر الجيش والإبقاء عليهم، وعدالة الأنظمة المتبعة لتحقيق ذلك وفعاليتها، وشؤون دمج الأقليات والنساء والمثليين في السلك العسكري، وسلوك وعواقب تجنيد المتعاقدين الخاصين، ودَور العامل الثقافي في المنظمات العسكرية، والسلوك الانتخابي للجنود والمحاربين القدامى، ونقاط الضعف والثغرات في الامتيازات الممنوحة في السياسة العامة بين المدنيين والعسكريين).
على الرغم من أن مجال دراسة العلاقات المدنية العسكرية لا يعد مجالًا أكاديميًا مستقلًا بذاته، فإنه يضم علماء ومختصين ممارسين من مجالات وتخصصات عدة. مبتعدًا في المجال عن تخصصي العلوم السياسية وعلم الاجتماع، تتوسع وتمتد دراسة العلاقات المدنية العسكرية لمجالات ثانوية متنوعة كالقانون، والفلسفة، ودراسات المناطق، وعلم النفس، والدراسات الثقافية، وعلم الإنسان (الأنثروبولوجيا)، والاقتصاد، والتاريخ، والتاريخ الدبلوماسي، والصحافة، والعلوم والدراسات العسكرية، وغيرها. يتضمن المجال دراسة ومناقشة طيف متنوع من القضايا، متضمنةً، مثلًا: (السيطرة المدنية على الجيش، الكفاءة المهنية للعسكريين، والحرب، والعمليات المدنية العسكرية، والمؤسسات العسكرية، وغيرها من الموضوعات ذات الصلة). على نطاق دولي، تغطي العلاقات المدنية العسكرية الدولية مناقشات وبحوث بمشاركة من جميع أنحاء العالم، إذ يمكن أن تشمل المناقشات النظرية أقطابًا وكيانات غير حكومية فاعلة، إضافةً إلى الدول القومية الأكثر تقليدية. تتضمن البحوث الأخرى التشخيص والدراسة التفصيلية للمواقف السياسية للجيش وسلوكه الانتخابي،  والتأثير المحتمل لتلك التفاعلات في المجتمع الديمقراطي وعلى عائلات العسكريين كذلك.